# Ксерофит
Ксерофити (от гръцки: xeros, „сух“, и phyton, „растение“) са растителни видове, приспособени за живот в условия на недостиг на вода. Най-характерни са за пустините, полупустините, степите, прериите, саваните, областите със средиземноморски климат, но се срещат и в останалите климатични зони на по-голяма надморска височина.
Процесът по приспособяване на растенията към такива условия се нарича ксерофитизация и е свързана както с физическата сухост на местообитанията, така и с физиологичната недостатъчност на вода в растенията, дължаща се на различни фактори:
- ниски температури на почвата (психрофити, криофити),
- висока киселинност на почвата (оксилофити),
- високо съдържание на соли в почвата (ксерохалофити).

Приспособените освен към недостиг на вода, но и към високи температури, растения се наричат ксеротерми.
В зависимост от това в какво се изразява механизмът на приспособление на растенията към сухите условия, се различават два основни вида ксерофити:
- еуксерофити (склерофити), които притежават различни морфологични и анатомични приспособления за оцеляване на суша и намаляване загубата на вода (например при някои видове се наблюдава намалена листна маса, особено в долната част на стъблото с цел малкото налична вода да се разпредели към всички части на растението, или развиване на дълбока коренова система),
- сукуленти, натрупващи вода в добре развитата паренхимна тъкан в стъблата и листата си.[1]